# Senat Momper

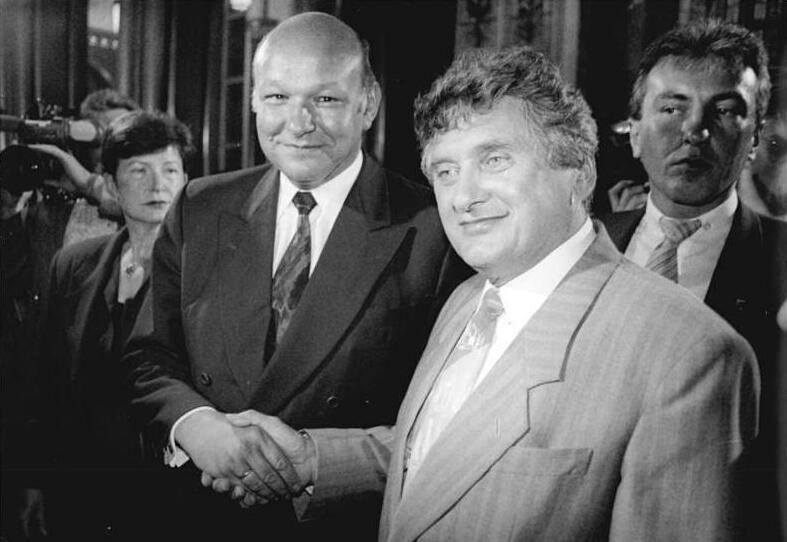
Walter Momper und Tino Schwierzina (6. Mai 1990)

Der Senat Momper amtierte vom 16. März 1989 bis zum 24. Januar 1991 zunächst als Regierung von West-Berlin und nach der deutschen Wiedervereinigung am 3. Oktober 1990 gemeinsam mit dem Ostberliner Magistrat Schwierzina als Regierung des neuen Landes Berlin. Nach dem überraschenden Wahlsieg bei der Wahl zum Abgeordnetenhaus am 29. Januar 1989 löste die rot-grüne Koalition zwischen den Berliner Sozialdemokraten (SPD) und der Alternativen Liste für Demokratie und Umweltschutz (AL) die bisherige CDU/FDP-Regierung unter Eberhard Diepgen ab. Regierender Bürgermeister wurde Walter Momper (SPD). Das SPD/AL-Bündnis war nach dem Kabinett Börner III in Hessen (1985 bis 1987) die zweite rot-grüne Landesregierung in Deutschland. Der Fall der Berliner Mauer bedeutete eine Zäsur sowohl für Berlin als auch in der zwanzigmonatigen Amtszeit des Senats. Ab der Vereinigung Deutschlands und Berlins amtierte der Senat Momper mehr als drei Monate lang gemeinsam mit dem Magistrat Schwierzina als Gesamtberliner Regierung. Nach andauernden Konflikten stieg die AL am 15. November 1990, zwei Wochen vor ohnehin angesetzten Neuwahlen des Abgeordnetenhauses, aus der Koalition aus. Anlass war eine von Innensenator Erich Pätzold (SPD) veranlasste Räumung von besetzten Häusern in der Mainzer Straße. Bei der ersten Gesamtberliner Wahl zum Abgeordnetenhaus am 2. Dezember 1990 erlitten sowohl die SPD als auch die AL schwere Verluste.

## Voraussetzungen

### Der CDU/FDP-Senat unter Eberhard Diepgen

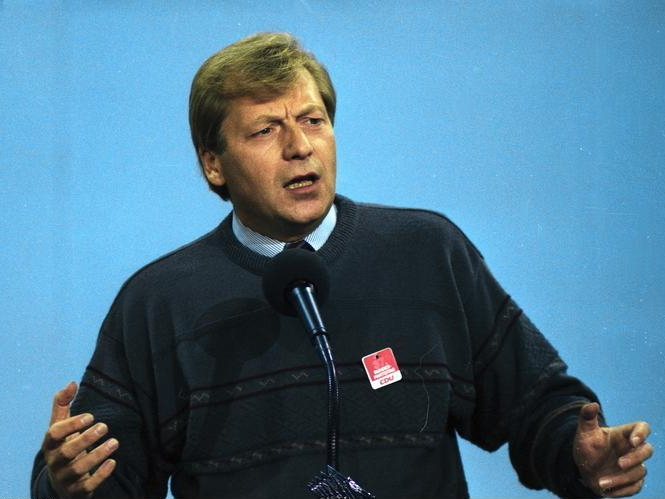
Eberhard Diepgen (1989)

In der ehemaligen SPD-Hochburg West-Berlin stellte die CDU seit 1975 die stärkste Fraktion im Abgeordnetenhaus und seit 1981 den Regierenden Bürgermeister. Die Sozialdemokraten, die bei der Wahl 1963 mit 61,9 Prozent ihr zweitbestes Ergebnis in der Berliner Nachkriegsgeschichte erzielen konnten, hatten seit dieser Wahl bei annähernd jedem Urnengang Verluste erlitten. Nachdem Richard von Weizsäcker 1984 zum Bundespräsidenten gewählt worden war, regierte Eberhard Diepgen einen CDU/FDP-Senat. Diepgen, der als wenig charismatischer Technokrat und Strippenzieher galt, war bei den Wahlen zum Berliner Abgeordnetenhaus vom 10. März 1985 klar bestätigt worden. Im Abgeordnetenhaus war die CDU mit 69 Mandaten vertreten, die SPD erhielt 48, die Alternative Liste 15 und die FDP 12 Sitze.
Über die gesamte 10. Legislaturperiode zog sich die Aufdeckung des Antes-Skandals hin. Bis zum Regierungswechsel 1981 war es die SPD gewesen, die von der Garski-Affäre über die Kreisel-Affäre und andere im sogenannten „roten Sumpf“ oder „Berliner Filz“ steckte. Am Beziehungsgeflecht zwischen öffentlicher Hand und Privatwirtschaft in der Inselstadt hatte jedoch auch Richard von Weizsäcker nichts ändern können, der in seiner Regierungserklärung das etablierte System der Vorteilnahme und Ämterpatronage noch heftig als „Beutepolitik der Parteien“ kritisiert hatte. Im Gegenteil verfestigte sich das Korruptionssystem unter der CDU-Regierung noch. Das persönliche, überaus enge Netzwerk einer Gruppe von hochrangigen CDU-Politikern, auf dem Diepgens Position beruhte, erwies sich nun als Teil dieses Systems. CDU-Bausenator Klaus Franke und FDP-Umweltsenator Horst Vetter mussten ihre Hüte nehmen, Innensenator Heinrich Lummer sein Amt zudem wegen einer früheren Zusammenarbeit mit der NPD aufgeben. Die CDU bagatellisierte den Skandal und sah sich in der Rolle eines Opfers einer „Schmutz- und Schundkampagne“.

### Wahlkampf
Allen Skandalen zum Trotz war Diepgen in Berlin relativ populär, auch wenn er als eher blass galt und weit entfernt davon war, eine ähnliche Verehrung zu genießen wie etwa von Weizsäcker, Willy Brandt oder Ernst Reuter. Verschiedene Umfragen ergaben, dass sich zwischen den Spitzenkandidaten Eberhard Diepgen und Walter Momper etwa 60 Prozent der Berliner für Diepgen entschieden hätten, wenn sie den Regierenden Bürgermeister direkt hätten wählen können. Er profitierte von einer dichten Reihe von Großveranstaltungen anlässlich der 750-Jahr-Feier 1987 sowie als West-Berlin 1988 als Kulturstadt Europas fungierte, die die politischen Probleme Berlins und die Affären der CDU zu überstrahlen schienen. So setzte die CDU ganz auf den Bürgermeisterbonus. Die meisten Wahlplakate zeigten ein Porträt des Regierenden Bürgermeisters mit dem Wahlkampfslogan „Ihn braucht Berlin“, später „Ihn will Berlin“.
Die SPD vermied es dagegen, die Wahl zu personalisieren, und stellte ihren Spitzenkandidaten Walter Momper, Fraktionsvorsitzender der SPD seit März 1985 und Parteivorsitzender seit Juni 1986, im Wahlkampf nicht besonders heraus. Sie konzentrierte sich auf traditionell sozialdemokratisch besetzte Politikfelder. Ab 1987 begannen Kampagnen zur Mietpreisbindung, zur Gestaltung des Flächennutzungsplans, zur Gleichstellung der Frauen und gegen die Gesundheitspolitik der Bonner CDU/FDP-Koalition.
Der Wahlkampf wurde, je näher der Wahltag heranrückte, immer inhaltsleerer. Die Parolen auf den Wahlplakaten wirkten austauschbar und teilweise unverständlich: „Frohes neues Berlin“ (CDU), „Berlin ist Freiheit“ (SPD) oder „Ein frohes 1993“ (FDP). Lediglich die AL griff offensiv Themen auf, die der Bevölkerung wichtig waren, vertraute jedoch auf das alternative Milieu und scheute kostenträchtige Werbemaßnahmen. Kurz vor der Wahl polarisierte und polemisierte die erstmals antretende rechtsextreme Partei Die Republikaner mit ausländerfeindlichen und autoritär akzentuierten Fernsehspots sowie mit einer Veranstaltung, die von dem Bundesvorsitzenden Franz Schönhuber dominiert und von heftigen Gegendemonstrationen begleitet wurde.

### Die Haltung von SPD und AL zu einer rot-grünen Koalition vor der Wahl
Da in der Bundesrepublik der Ansehensverlust der CDU/FDP-Bundesregierung unter Helmut Kohl scheinbar unaufhaltsam voranschritt, sich eine Wechselstimmung abzeichnete und eine rot-grüne Mehrheit bei der Bundestagswahl im Dezember 1990 möglich schien, hätte eine SPD/AL-Regierung in Berlin als Testfall für eine rot-grüne Bundesregierung dienen können. Weil es vor der Wahl aber nahezu unvorstellbar erschien, dass die SPD und die Alternative Liste die etwa zwölf Prozentpunkte Rückstand auf die CDU/FDP-Regierung würden aufholen können, gingen die AL und mehr noch die Sozialdemokraten in den Wahlkampf, ohne eine mögliche gemeinsame Koalition ernsthaft geprüft zu haben.
Angesichts des prognostizierten Wahlausgangs fiel es der SPD leicht, ein Bündnis mit der AL auszuschließen und so verschreckte Wähler zu beruhigen. Die AL hatte sich dagegen dazu durchgerungen, ihre Bereitschaft zur Zusammenarbeit mit den Sozialdemokraten zu erklären, nachdem sie noch im Vorfeld der Wahl zum Abgeordnetenhaus 1985 eine mögliche Koalition oder auch nur eine Tolerierung abgelehnt hatte. Die besondere Insellage West-Berlins hatte zu einem Sonderweg der AL gegenüber den Bundes-Grünen geführt. So war sie besonders stark im links-alternativen Spektrum der Stadt angesiedelt, klassische Umweltschützer hatten dagegen keine besondere Rolle gespielt. Zudem war die AL formal von der Bundespartei unabhängig, auch wenn sie die Rolle eines Landesverbandes übernahm. Die Auseinandersetzungen zwischen den auf Regierungsbeteiligungen abzielenden Realos und den auf fundamentale Opposition setzenden Fundis, die die Bundespartei in den 1980er Jahren beherrschten und zu spalten drohten, spielten in der AL niemals eine so bedeutende Rolle. Stattdessen galt die AL als relativ homogener, dabei dezidiert linker Landesverband, der basisdemokratischen Entscheidungsprozessen einen ganz besonders hohen Stellenwert einräumte.

### Umfragen vor der Wahl
| Datum          | CDU  | SPD  | AL   | FDP | REP |
| -------------- | ---- | ---- | ---- | --- | --- |
| 25.01.1989     | 41 % | 36 % | 11 % | 7 % |     |
| ca. 25.01.1989 | 40 % | 36 % | 10 % | 8 % | 3 % |
| 10.01.1989     | 43 % | 34 % | 11 % | 9 % |     |
| ca. 28.12.1988 | 43 % | 38 % | 10 % | 6 % |     |

Trotz der Bedrängnis der Berliner CDU durch den Antes-Skandal prognostizierten Umfragen der CDU/FDP-Koalition noch knapp drei Wochen vor dem Wahltag eine deutliche Mehrheit. Erst wenige Tage vor der Wahl deutete sich ein Kopf-an-Kopf-Rennen zwischen den politischen Lagern an, allerdings immer noch mit einer schwarz-gelben Mehrheit und einem klaren Vorsprung der CDU vor der SPD.
Einer Infas-Umfrage im Auftrag des SFB-Magazins Kontraste zufolge war für 24 Prozent der Befragten die Situation auf dem Arbeitsmarkt das wichtigste Thema, für 23 Prozent der Umweltschutz und für 20 Prozent der Wohnungsbau.
Zwei Wochen zuvor hatte eine vom Stern beauftragte Umfrage ergeben, dass Mieten und Wohnungsnot an erster Stelle standen, darauf folgten die Themen Ausländer und Uni-Überfüllung.

### Wahl zum Abgeordnetenhaus am 29. Januar 1989
|     | Zweit- stimmen | Mandate |
| --- | -------------- | ------- |
| CDU | 37,7           | 55      |
| SPD | 37,3           | 55      |
| AL  | 11,8           | 17      |
| REP | 7,5            | 11      |
| FDP | 3,9            | –       |

Die Wahl zum Abgeordnetenhaus am 29. Januar 1989 sorgte in mehrfacher Hinsicht für Überraschungen: Die CDU, deren Sieg als sicher gegolten hatte, erlitt eine schwere Niederlage und brach mit 37,7 Prozent der Stimmen um 8,7 Prozentpunkte ein. Die SPD legte dagegen um 4,9 Prozentpunkte auf 37,3 Prozent zu und erzielte mit 55 Parlamentssitzen ebenso viele Mandate wie die CDU. Zusammen mit der ebenfalls gestärkten Alternativen Liste (11,8 Prozent, +1,2 Prozentpunkte) ergab dies eine deutliche Mehrheit für Rot-Grün, da mit der FDP – ebenfalls überraschend – der bisherige Koalitionspartner der CDU mit 3,9 Prozent (−4,6 Prozentpunkte) klar den Wiedereinzug ins Abgeordnetenhaus verfehlte. Das dritte in keiner Weise vorher prognostizierte und mit Erschrecken zur Kenntnis genommene Ergebnis war der Einzug der Republikaner, die auf Anhieb 7,5 Prozent der Stimmen und somit elf Sitze erhielten.

## Koalitionsbildung

### Koalitionsverhandlungen

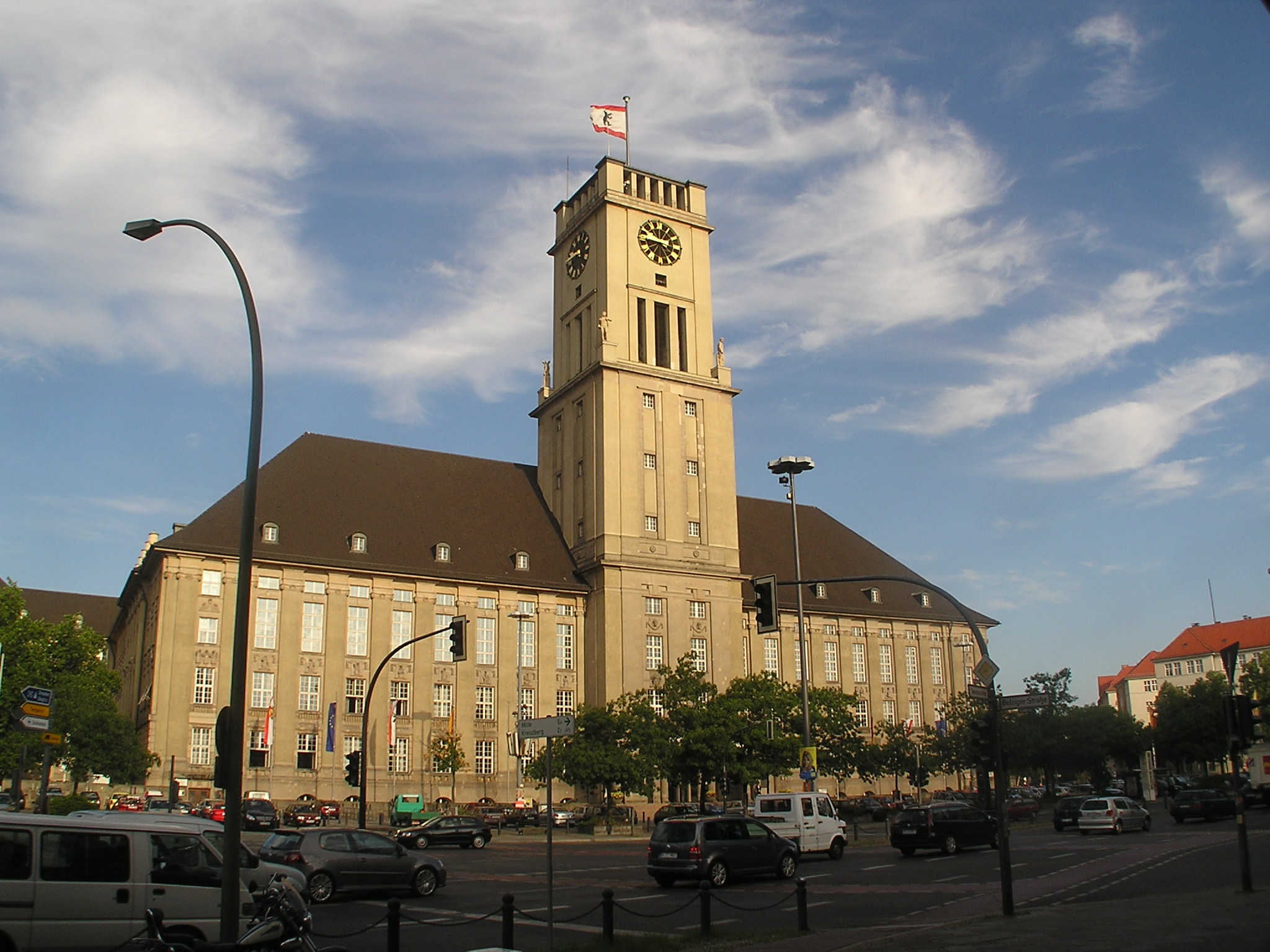
Das Rathaus Schöneberg, bis 1991 Sitz des Regierenden Bürgermeisters sowie des Senats und bis 1993 des Abgeordnetenhauses

Noch am Wahlabend lehnte Walter Momper ein erneutes Angebot der Alternativen Liste zur Zusammenarbeit mit der Bemerkung ab, diese sei „nicht regierungsfähig“. So zeichnete sich direkt nach der Wahl eine große Koalition ab. Andererseits hatten die SPD und die AL bei kräftigen Zugewinnen eine deutliche Mehrheit erzielt, während die bisher regierende Koalition klar abgewählt worden war. Ein SPD/CDU-Bündnis als einzige Alternative zu dem mit der AL hatte deshalb keine Mehrheit an der SPD-Basis, zumal Umfragen besagten, dass nur 17,2 Prozent der Berliner eine solche Regierung wünschten, während sich 23,9 Prozent für Rot-Grün aussprachen.
Nach einigen Tagen kam es zu informellen Gesprächen, an denen auf Seiten der SPD Walter Momper, der Kreuzberger Bezirksbürgermeister Gerd Wartenberg und der frühere Landesvorsitzende Jürgen Egert sowie für die Alternative Liste Bernd Köppl, Harald Wolf und Renate Künast teilnahmen. Hans-Christian Ströbele, eines der prominentesten AL-Mitglieder, Exponent des linken Parteiflügels und 1990/91 Sprecher der Bundespartei, war dagegen nur bei einigen Treffen anwesend. Der Delegiertenrat der AL kritisierte diese Art der Gespräche, da diese seinem basisdemokratischen Prinzip widersprachen, billigte die Vorverhandlungen aber schließlich. Eine Mitgliedervollversammlung, das höchste beschlussfassende Gremium der Partei, sprach sich am 11. Februar 1989 bei über 1000 Anwesenden mit einer Mehrheit von 99,8 Prozent für offizielle Koalitionsverhandlungen aus. Die AL ging ohne erkennbare Strategie und inhaltliche Vorbereitung in die am 13. Februar 1989 beginnenden Koalitionsverhandlungen. Als Verhandlungsgrundlage diente lediglich das gesamte, ganz auf eine Oppositionsfraktion zugeschnittene und aus einer Ansammlung von Einzelforderungen bestehende AL-Programm.
Walter Momper führte parallel zu den Verhandlungen mit der AL Koalitionsgespräche mit Eberhard Diepgen. An die AL gerichtet formulierte er als „Prüfsteine“ die Anerkennung des Gewaltmonopols des Staates, der Rechte und Präsenz der Alliierten in Berlin sowie der Bindung Berlins an den Bund, die er zur Vorbedingung für eine Koalition machte. Die Zustimmung fiel der AL nicht leicht, da es sich um Themen handelte, die innerparteilich umstritten waren. Mit der Zustimmung gelang es Momper, einerseits die AL von vornherein zu disziplinieren und andererseits den eigenen Kurswechsel begründen zu können.
Anfang März 1989 lag die Koalitionsvereinbarung vor. Die AL konnte sich insbesondere im Bereich der ökologischen Stadterneuerung im Koalitionsvertrag durchsetzen, die ein Leitbegriff der Koalition wurde. Als problematisch sollte es sich erweisen, dass die etwa 30 umstrittensten Fragen als „Prüfaufträge“ in die Koalitionsvereinbarung aufgenommen, wichtige Dissenspunkte also ungelöst vertagt wurden.
Das Ergebnis der Verhandlungen wurde auf einer Mitgliedervollversammlung der AL am 11. und 12. März 1989 mit einer erstaunlich deutlichen Mehrheit von 80 Prozent der Stimmen und in nahezu euphorischer Stimmung gebilligt. Ohne Chance blieben Anträge, statt eine Koalition einzugehen, eine SPD-Minderheitsregierung zu dulden (Harald Wolf und Birgit Arkenstette vom Linken Forum hatten diesen Vorschlag als Minderheitenvotum der Verhandlungskommission eingebracht) oder Nachverhandlungen mit der SPD aufzunehmen (diesen Antrag brachten Dieter Kunzelmann und andere ein). Ebenfalls am 12. März stimmte ein Sonderparteitag der SPD einer Koalition mit der AL zu.

### Personelle Besetzung des Senats

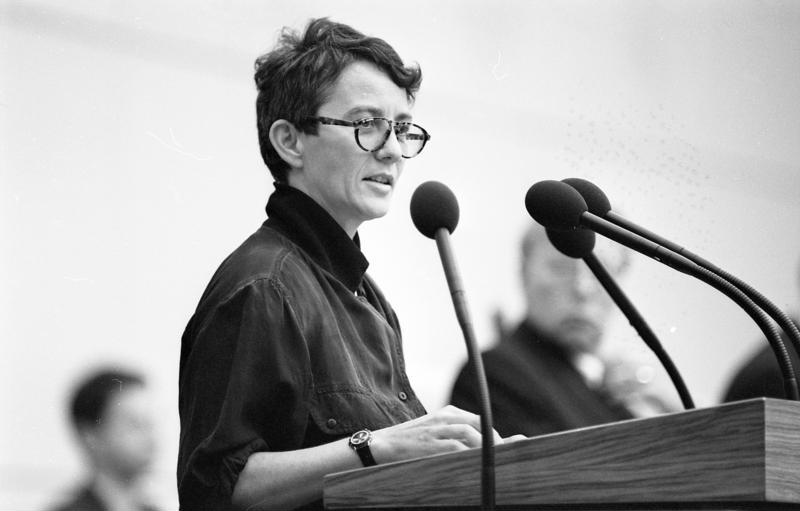
Anne Klein, eine von acht Frauen im Senat

Erst nachdem die inhaltlichen Verhandlungen vollständig abgeschlossen waren, begannen diejenigen über die Zuschnitte der Ressorts. Die AL beanspruchte das Umweltressort und erhielt es als Senatsamt für Stadtentwicklung und Umweltschutz. Auch das Frauenressort war der Alternativen Liste wichtig. Als Gegenleistung verzichtete sie darauf, eine Bürgermeisterin, also eine stellvertretende Regierungschefin, zu stellen. Diese Funktion übernahm die Gesundheits- und Sozialsenatorin Ingrid Stahmer von der SPD. Als drittes Senatsamt erhielt die AL das für Schulwesen, Berufsbildung und Sport. Somit gingen alle klassischen Ressorts an die Sozialdemokraten. Die AL hatte auch keine diesbezüglichen Ansprüche gestellt, da sie sich diese „einfach nicht zugetraut“ hatte, so Christian Ströbele. Hilde Schramm wurde Vizepräsidentin des Abgeordnetenhauses, außerdem stellte die AL vier Staatssekretäre sowie mit Ingvield Kiehle eine stellvertretende Senats-Pressesprecherin.
Bis auf den ehemaligen Gesundheitssenator Erich Pätzold, der nun Innensenator wurde, und den neuen Wirtschaftssenator Peter Mitzscherling, 1974 bis 1980 Senatsdirektor (Staatssekretär) für Arbeit, verzichtete die SPD darauf, frühere Senatsmitglieder zu berücksichtigen. Der neue Chef der Senatskanzlei, Dieter Schröder, verfügte über Erfahrung als Senatsrat und war zuletzt Völkerrechtsprofessor. Die Bürgermeisterin und Senatorin für Gesundheit und Soziales Ingrid Stahmer war zuvor Stadträtin, die Senatorin für Justiz, Jutta Limbach, Juraprofessorin an der Freien Universität. Finanzsenator wurde Norbert Meisner, bisher Studienleiter beim Jugendsozialwerk und Vertreter des linken Parteiflügels, Bausenator Wolfgang Nagel war bis dahin baupolitischer Sprecher der SPD-Fraktion und Redakteur im Deutschen Institut für Urbanistik. Als Kultursenatorin wechselte die Journalistin Anke Martiny-Glotz vom Bonner Parteivorstand der SPD nach Berlin, Wissenschaftssenatorin wurde die Sozialwissenschaftlerin und Vizepräsidentin der Freien Universität Barbara Riedmüller-Seel. Horst Wagner, Berliner IG-Metall-Vorsitzender vom rechten SPD-Flügel, übernahm das Senatsamt für Arbeit, Verkehr und Betriebe, und Senatorin für Bundesangelegenheiten wurde die in Berlin aufgewachsene ehemalige Juraprofessorin und Vizepräsidentin der Universität Hamburg, Heide Pfarr. Die meisten Senatsmitglieder verfügten also über wenig Verwaltungserfahrung.
Auf der Mitgliedervollversammlung der AL begann die eigentliche Personaldebatte erst nach der Billigung des Koalitionsvertrages. Im Gespräch war die Fraktionsvorsitzende und anerkannte linke Integrationsfigur Heidi Bischoff-Pflanz für das Amt der Senatorin für Frauen, Jugend und Familie, sie lehnte jedoch ab. Schließlich einigte man sich auf drei weitgehend unbekannte Fachpolitikerinnen, die alle keine Fraktions- oder auch nur AL-Mitglieder waren und somit keine parteiinternen Konflikte in die Regierungsarbeit hineintragen sollten. Das wichtige Querschnittsressort für Stadtentwicklung und Umweltschutz übernahm Michaele Schreyer, Volkswirtin, Mitarbeiterin der grünen Bundestagsfraktion und einzige Senatorin, die Parteimitglied der (westdeutschen) Grünen war. Das Frauenressort wurde mit der Juristin und früheren wissenschaftlichen Mitarbeiterin von Waltraud Schoppe im Bundestag, Anne Klein, besetzt, die sich in einer harten Auseinandersetzung gegen die AL-Frauenpolitikerin Helga Hentschel durchsetzte. Senatorin für Schulwesen, Berufsbildung und Sport wurde die stellvertretende Berliner GEW-Vorsitzende Sybille Volkholz. Beide waren parteilos. Der linke Koalitionsskeptiker Harald Wolf wurde als Mitglied des Geschäftsführenden Ausschusses mit der Aufgabe betraut, die Koordination zwischen Partei, Fraktion und Senatorinnen zu stärken.
Mit acht Senatorinnen und fünf Senatoren sowie dem Regierenden Bürgermeister war der Senat Momper die erste deutsche Landesregierung mit Frauenmehrheit. Die Senatorinnen beider Parteien trafen sich vor jeder Senatssitzung bei Heide Pfarr zu einem sogenannten „Hexenfrühstück“.
Das Abgeordnetenhaus wählte den neuen Senat am 16. März 1989. Dabei musste als Berliner Besonderheit jeder Senator vom Abgeordnetenhaus einzeln gewählt werden.

### Liste der Senatoren und Staatssekretäre
| Amt                                               | Name                    | Partei | Partei                          | Staatssekretäre                               |
| ------------------------------------------------- | ----------------------- | ------ | ------------------------------- | --------------------------------------------- |
| Regierender Bürgermeister                         | Walter Momper           |        | SPD                             | Dieter Schröder (Chef der Senatskanzlei, SPD) |
| Bürgermeisterin                                   | Ingrid Stahmer          | SPD    |                                 |                                               |
| Senatorin für Gesundheit und Soziales             | Ingrid Stahmer          | SPD    | Armin Tschoepe, Ursula Kleinert |                                               |
| Senatorin für Justiz                              | Jutta Limbach           | SPD    | Wolfgang Schomburg              |                                               |
| Senatorin für Schulwesen, Berufsbildung und Sport | Sybille Volkholz        |        | parteilos für AL                | Hans-Jürgen Kuhn (AL), Jürgen Dittberner      |
| Senatorin für Wissenschaft und Forschung          | Barbara Riedmüller-Seel |        | SPD                             | Hans Kremendahl (SPD)                         |
| Senator für Arbeit, Verkehr und Betriebe          | Horst Wagner            | SPD    | Gerhard Schneider               |                                               |
| Senator für Finanzen                              | Norbert Meisner         | SPD    |                                 |                                               |
| Senator für Bau- und Wohnungswesen                | Wolfgang Nagel          | SPD    | Hans Görler (SPD)               |                                               |
| Senator für Wirtschaft                            | Peter Mitzscherling     | SPD    | Jörg Rommerskirchen (SPD)       |                                               |
| Senator für Inneres                               | Erich Pätzold           | SPD    | Detlef Borrmann                 |                                               |
| Senatorin für Stadtentwicklung und Umweltschutz   | Michaele Schreyer       |        | Die Grünen für AL               | Klaus-Martin Groth (parteilos für AL)         |
| Senatorin für Bundesangelegenheiten               | Heide Pfarr             |        | SPD                             |                                               |
| Senatorin für Kulturelle Angelegenheiten          | Anke Martiny            | SPD    | Hanns Kirchner                  |                                               |
| Senatorin für Frauen, Jugend und Familie          | Anne Klein              |        | parteilos für AL                | Helga Hentschel (AL), Gerd Harms (AL)         |

### Öffentliche Reaktionen

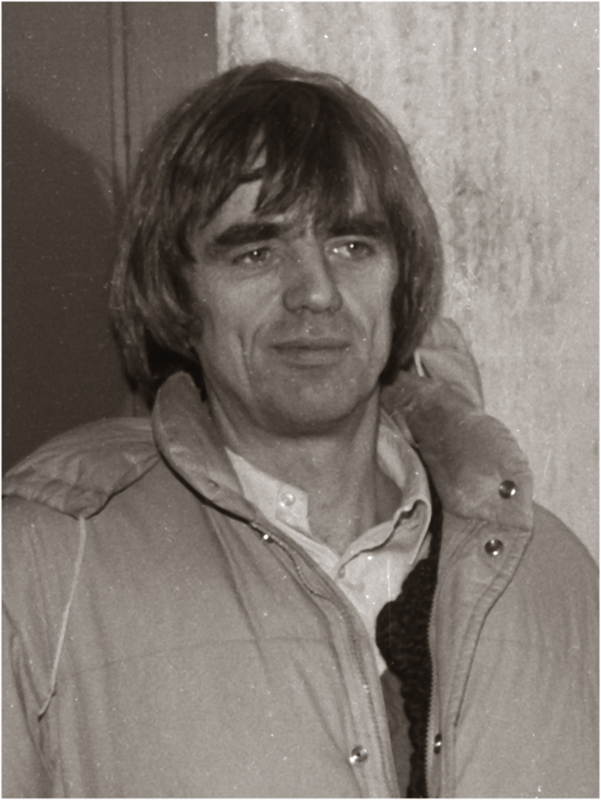
Hans-Christian Ströbele (1987)

Da die Alternative Liste von Anfang an auf möglichst große Transparenz bestand, war die Öffentlichkeit stets gut über den Stand der Koalitionsverhandlungen informiert. Von Einzelinteressen geleitete Forderungen wurden während der Koalitionsverhandlungen in großer Zahl von Initiativen und Einrichtungen aus dem links-alternativen Milieu an die AL herangetragen. An Ratschlägen fehlte es auch aus Westdeutschland nicht. So meldete sich unter anderem die grundsätzlich auf Oppositionsarbeit setzende Jutta Ditfurth, Exponentin der Fundis und bis Dezember 1988 Bundesparteisprecherin der Grünen, ablehnend zu einer Regierungsbeteiligung. Andererseits empfahl der Realo Otto Schily, der im November 1989 zu den Sozialdemokraten wechselte, der SPD, in der Frage der Prüfsteine „ganz hart zu bleiben“. Schily versuchte, wie auch das unbedingt koalitionswillige Spektrum innerhalb der AL um die Gruppe „Grüne Panther auf dem Sprung“, die Chance zu nutzen, die Partei in ihrem Sinne zu reformieren. Nach einer mit Ovationen aufgenommenen Rede Ströbeles auf der Bundesversammlung der Grünen in Duisburg im März 1990, in der er eine rot-grüne Koalition in Berlin als „Jahrhundertchance“ bezeichnete, unterstützten die Delegierten den Berliner Koalitionskurs mit großer Mehrheit.
Die CDU bekämpfte die rot-grüne Koalition schon im Vorfeld vehement. Diepgen bezeichnete das sich anbahnende Regierungsbündnis als „Koalition des Irrsinns“. Für den Fall, dass die Reizfigur Christian Ströbele Justizsenator werden sollte, kündigte er ein Volksbegehren gegen den Senat an. Eine unionsnahe „Initiative Zukunft Berlins nicht gefährden“ veranstaltete eine Demonstration auf dem Kurfürstendamm gegen die geplante „Koalition des Verderbens“, an der rund 1000 Demonstranten teilnahmen. Schützenhilfe bekam die Berliner Union von der Bundespartei. So beschwor ihr Generalsekretär Heiner Geißler ein düsteres Szenario eines linken Rätesystems und unbezahlbarer Sozialleistungen. Der Bundestagsabgeordnete Eduard Lintner unterstellte „Liebedienerei in Richtung DDR“ und behauptete, dass Berlin „unregierbar zu werden droht und letztlich gewalttätigen Demonstrationen ausgeliefert werden soll“. Rudolf Seiters kritisierte, „die Wähler sind getäuscht, belogen und betrogen worden“, weil Momper vor der Wahl eine Koalition mit der AL immer ausgeschlossen hatte. In einem Papier der CDU mit dem Titel „SPD: Verrat am Wähler“ hieß es polemisch über Hilde Schramm: „Sie betreibt als Tochter von Hitlers Rüstungsminister Speer in der AL familiäre Vergangenheitsbewältigung.“ In einer aktuellen Stunde im Bundestag sah der FDP-Vorsitzende Otto Graf Lambsdorff die Stadt auf dem „Weg zur selbständigen politischen Einheit Berlin“, also den Vorstellungen der DDR folgend.
Die marktbeherrschende Springer-Presse (B.Z., Bild, Die Welt, Berliner Morgenpost) der Stadt stand seit je fest an der Seite der CDU. Auch die Morgenpost sprach jedoch angesichts der schon während der Koalitionsverhandlungen geäußerten harschen, teils irrationalen Kritik an einem möglichen rot-grünen Senat von Tiefschlägen der CDU. Konservative überregionale Medien wie die Frankfurter Allgemeine Zeitung prophezeiten noch vor Beginn der Verhandlungen einen wirtschaftlichen Niedergang Berlins im Falle einer rot-grünen Regierungsbildung. Der liberal-kritische, auflagenschwache Tagesspiegel stand dem Senat Momper wohlwollender gegenüber. Die kleine taz baute während der Koalitionsverhandlungen eine euphorische Aufbruchstimmung im links-alternativen Milieu über die Möglichkeit einer rot-grünen Koalition auf.
Franz Schoser, Hauptgeschäftsführer des Deutschen Industrie- und Handelstages, riet zu einem Investitionsstopp, da Berlin möglicherweise auf dem Weg zu einem völlig anderen Wirtschaftssystem sei. Die Industrie- und Handelskammer Berlin sprach von einem „ganzen Bündel dirigistischer Maßnahmen“ im Koalitionsvertrag, ohne diese jedoch genauer benennen zu können. Andererseits bezeichnete ihr Präsident die Behauptung Heiner Geißlers, ein rot-grüner Senat würde die Wirtschaft ruinieren, als „Stimmungsmache“.

## Die Arbeit des rot-grünen Senats bis November 1990

### Die ersten Monate der Koalition
Bis zum Sommer 1989 war die Zusammenarbeit zwischen SPD und AL von dem gemeinsamen Willen zur Konfliktlösung geprägt. Entgegen den Erwartungen der Opposition, dass es für Rot-Grün keine Mehrheit gebe und die Wähler sich betrogen fühlten, ergaben Umfragen im Mai 1989, dass sowohl die SPD als auch die AL bei einer Neuwahl weiter hinzugewinnen, CDU und Republikaner gegenüber der Wahl vom Januar verlieren würden.
Der erste Prüfauftrag, der zu einem Konflikt zwischen SPD und AL führte, war die Auseinandersetzung um die Weiterführung des Ausbaus des Großklinikums Rudolf-Virchow bei gleichzeitiger Aufgabe des Universitätsklinikums Charlottenburg, eines Projekts des vorangegangenen CDU/FDP-Senats, das die AL rückgängig machen wollte. Ein anderer Streitpunkt war der ebenfalls vom Senat Diepgen auf den Weg gebrachte Bau einer Stromtrasse, die Berlin an das westdeutsche Stromnetz anschließen sollte. Da die Mitgliedervollversammlung der AL den Senatorinnen ein imperatives Mandat erteilte, das Projekt abzulehnen und keinerlei Kompromisse zu diskutieren, drohte erstmals ein Bruch der Koalition. Ebenso strikt lehnte die Basis aus ökologischen Gründen die Einrichtung eines neuen Grenzübergangs Schichauweg ab. In allen drei Fällen setzten sich die Senatorinnen und die Fraktion über das Votum der Basis hinweg, um die Koalition weiterzuführen, ohne dass dies von der Partei sanktioniert worden wäre. Somit nahmen künftige Aufträge der Mitgliedervollversammlung den Charakter verbalradikaler Leerformeln an, die keine Drohwirkung gegenüber der SPD mehr entfalten konnten. Dagegen stimmten die Sozialdemokraten nach anfänglichen Bedenken einem von der AL eingebrachten Gesetzentwurf zu, ein kommunales Ausländerwahlrecht einzuführen.
Bereits im März 1989 kam die Alternative Liste in ihrer neuen Rolle als Regierungspartei erstmals in Konflikt mit dem links-alternativen Milieu, genauer mit der autonomen Szene, als in Kreuzberg mehrere Häuser besetzt und mit der Zustimmung der AL-Senatorinnen geräumt wurden. Ähnlich agierte die AL, als es am 1. Mai 1989 in Kreuzberg trotz der Deeskalationsstrategie der Polizei zu heftigen Straßenschlachten kam.
Mit ökologisch begründeten, äußerst unpopulären Maßnahmen rief der Senat heftige Proteste hervor. Auf einem etwa sechs Kilometer langen Abschnitt der AVUS, der bis dahin die einzige Autobahnstrecke ohne Geschwindigkeitsbegrenzung in Berlin war, wurde Tempo 100 eingeführt. Die Berliner empfanden dies als tiefen Eingriff in ihr Lebensgefühl, hatten sie es doch bisher als Symbol der Freiheit wahrgenommen, nach der Transitstrecke durch die DDR hinter dem Grenzübergang Dreilinden Gas geben zu können. Der ADAC mobilisierte über eine längere Zeit abendliche Gegendemonstrationen. Auch die Sperrung der im Grunewald gelegenen Havelchaussee für den privaten Kfz-Verkehr, die Einführung von Tempo-30-Zonen in Wohngebieten und die flächendeckende Einrichtung von Busspuren wurden von Protesten begleitet. Besonders die Busspuren auf dem Kurfürstendamm wurden unter anderem von der CDU heftig bekämpft. Keine Proteste löste dagegen die Einführung einer Umweltkarte für die Berliner Verkehrsbetriebe aus.
Ab dem Spätsommer 1989 setzte eine Phase des gegenseitigen Misstrauens zwischen SPD und AL ein. Einen Wendepunkt in der Koalitionsstimmung markierte der ergebnislose zehnwöchige Streik der Erzieherinnen und Erzieher der Kindertagesstätten, die einen Tarifvertrag und verbesserte Arbeitsbedingungen gefordert hatten. In diesem längsten Streik der Berliner Nachkriegsgeschichte stand die AL auf Seiten der Erzieherinnen, die SPD lehnte dagegen jede Verhandlung mit den Streikenden ab. Angesichts der wachsenden Spannungen im Senat kam den wöchentlichen Treffen der Fraktionen eine immer wichtigere Rolle zu. Während der Koalitionsausschuss bald gescheitert war, wurde diese Schaltstelle ab Herbst 1989 zum eigentlichen Fundament der Zusammenarbeit.

### Die Beziehungen zur DDR vor dem 9. November 1989
Charakteristisch für das Verhältnis der Alternativen Liste zur DDR und zur deutschen Teilung war es, dass die Vizepräsidentin des Abgeordnetenhauses, Hilde Schramm, sich am 25. Mai 1989 weigerte, die rituellen Mahnworte zu sprechen, mit denen seit 1955 das Abgeordnetenhaus eröffnet wurde: „Ich bekunde unseren unbeugsamen Willen, dass Deutschland mit seiner Hauptstadt Berlin in Frieden und Freiheit vereinigt werden muss.“ Auch in weiten Kreisen der SPD galt die Rede von einer Wiedervereinigung längst als Lebenslüge. Während einige führende Grüne der Bundespartei, etwa Petra Kelly, Gert Bastian, Lukas Beckmann, Wilhelm Knabe oder Milan Horáček, zeitweise auch Antje Vollmer, besonders engen Kontakt und die Grünen insgesamt unter allen westdeutschen Parteien die intensivsten Beziehungen zu den oppositionellen Kreisen in der DDR pflegten, war besonders der einflussreiche Kreuzberger Kreisverband der AL ausgesprochen SED-freundlich eingestellt. Dies ging so weit, dass der Kreuzberger Dirk Schneider, 1983 bis 1985 Mitglied des Bundestages, unter grünen Bundestagsabgeordneten als „ständiger Vertreter der SED bei der grünen Bundestagsfraktion“ galt. Nach der Wende wurden unter anderem Schneider, der gezielt gegen die Opposition in der DDR arbeitete, und der ehemalige Kreuzberger Bezirksbürgermeisterkandidat Klaus Croissant als Mitarbeiter des Ministeriums für Staatssicherheit enttarnt. Unabhängig von der Positionierung zur Opposition und der Bewertung der Menschenrechte in der DDR war die Akzeptanz der deutschen Zweistaatlichkeit bei Grünen und AL kaum umstritten.
Am 19. Juni 1989 traf sich Walter Momper mit Erich Honecker in Ost-Berlin. Dieses Treffen, für dessen Zustandekommen langwierige Verhandlungen über diplomatische und protokollarische Fragen nötig waren, sollte zur Nagelprobe der Deutschland- und Berlinpolitik der rot-grünen Koalition werden. Die Berliner SPD, die schon früher ständig Kontakte zur SED hatte, machte in diesem Treffen radikale Vorschläge. So bot sie an, West-Berlin stärker in die DDR-Wirtschaft einzubinden und zugleich die Sondersubventionen des Bundes abzuschaffen. Zudem ging Verhandlungsführer Harry Ristock so weit, die Mauer als „Chance“ für West-Berlin anzuerkennen, „in Frieden zu leben“. Da er trotz aller Zugeständnisse die Bindung an die Bundesrepublik betonte, reagierte die SED zurückhaltend. Den Vorschlag einer gemeinsamen Bewerbung Ost- und West-Berlins um die Olympischen Spiele lehnte Honecker mit dem Hinweis auf eine Leipziger Bewerbung ab. Momper erreichte jedoch Erleichterungen für Reisen von West-Berlinern nach Ost-Berlin und ins Umland. Die Bedeutung dieses Treffens schrumpfte angesichts der rasanten Entwicklung in den nächsten Monaten zu einer folgenlosen Randnotiz der Geschichte.
Schon vor dem Fall der Mauer waren deutliche Veränderungen in Berlin spürbar. In Polen hatten sich durch Solidarność die Verhältnisse geändert und neue Freiheiten ergeben. Da Berlin nicht nur nah lag, sondern Besucher aus Osteuropa sich gemäß einer Anordnung der Alliierten Kommandantur 30 Tage ohne Visum in der Stadt aufhalten konnten, strömten massenhaft Polen nach West-Berlin. Am augenfälligsten waren die Veränderungen durch den „Polenmarkt“ unweit des Potsdamer Platzes und die vielen Import-Export-Geschäfte auf der Kantstraße nahe dem Bahnhof Zoo. Hinzu kam die ständig wachsende Zahl von Übersiedlern aus der DDR, denen West-Berlin häufig vertrauter schien als Westdeutschland und die deshalb in großer Zahl hierher zogen. 37.000 Zuzügler innerhalb eines Jahres und zuletzt 500 an einem Tag begannen die Stadt an die Grenzen ihrer Aufnahmefähigkeit zu bringen. Die AL wollte die Übersiedler aus der DDR wie Asylbewerber aus anderen Staaten behandeln, was für Momper jedoch nicht in Frage kam.
Trotz aller Veränderungen blieb der Senat bei seiner politischen Linie, Verhandlungen stets mit der SED zu führen und die Opposition in der DDR kaum zur Kenntnis zu nehmen. Diese starre Haltung war von der Befürchtung geleitet, dass West-Berlin gravierende Probleme bekommen würde, wenn es zu Unruhen in der DDR und zu einem möglichen Eingreifen der Sowjetunion kommen würde. Die allein auf die offiziellen Staatsorgane bezogene Politik führte etwa dazu, dass AL-Umweltsenatorin Schreyer einen Vertrag über die Entsorgung von West-Berliner Sondermüll auf einer Deponie im brandenburgischen Vorketzin unterzeichnete, obwohl diese allen Umweltrichtlinien Hohn sprach und Umweltgruppen in der DDR heftig protestierten. Momper betrachtete selbst die Gründung der Sozialdemokratischen Partei in der DDR (SDP) am 7. Oktober 1989 als ineffektives Störelement.
Am 29. Oktober weihte Günter Schabowski, Sprecher des Zentralkomitees der SED, Walter Momper in Pläne für eine großzügige Reiseregelung ein. Da Momper klar war, dass dies Hunderttausende von Besuchern bedeuten würde, setzte er eine Projektgruppe „Vorbereitung auf einen verstärkten Besucher- und Reiseverkehr aus Ost-Berlin und aus der DDR“ ein. Am Tag der Maueröffnung erfuhr Momper zu Mittag, dass das ZK der SED an diesem Tag eine neue Reiseregelung beschließen würde, und versetzte die Berliner Verkehrsbetriebe in Alarmbereitschaft. So überraschend der Zeitpunkt und die Art und Weise der Maueröffnung am 9. November 1989 war, traf sie den Senat doch nicht völlig unvorbereitet.

## Der Mauerfall als Zäsur

### Der Fall der Berliner Mauer

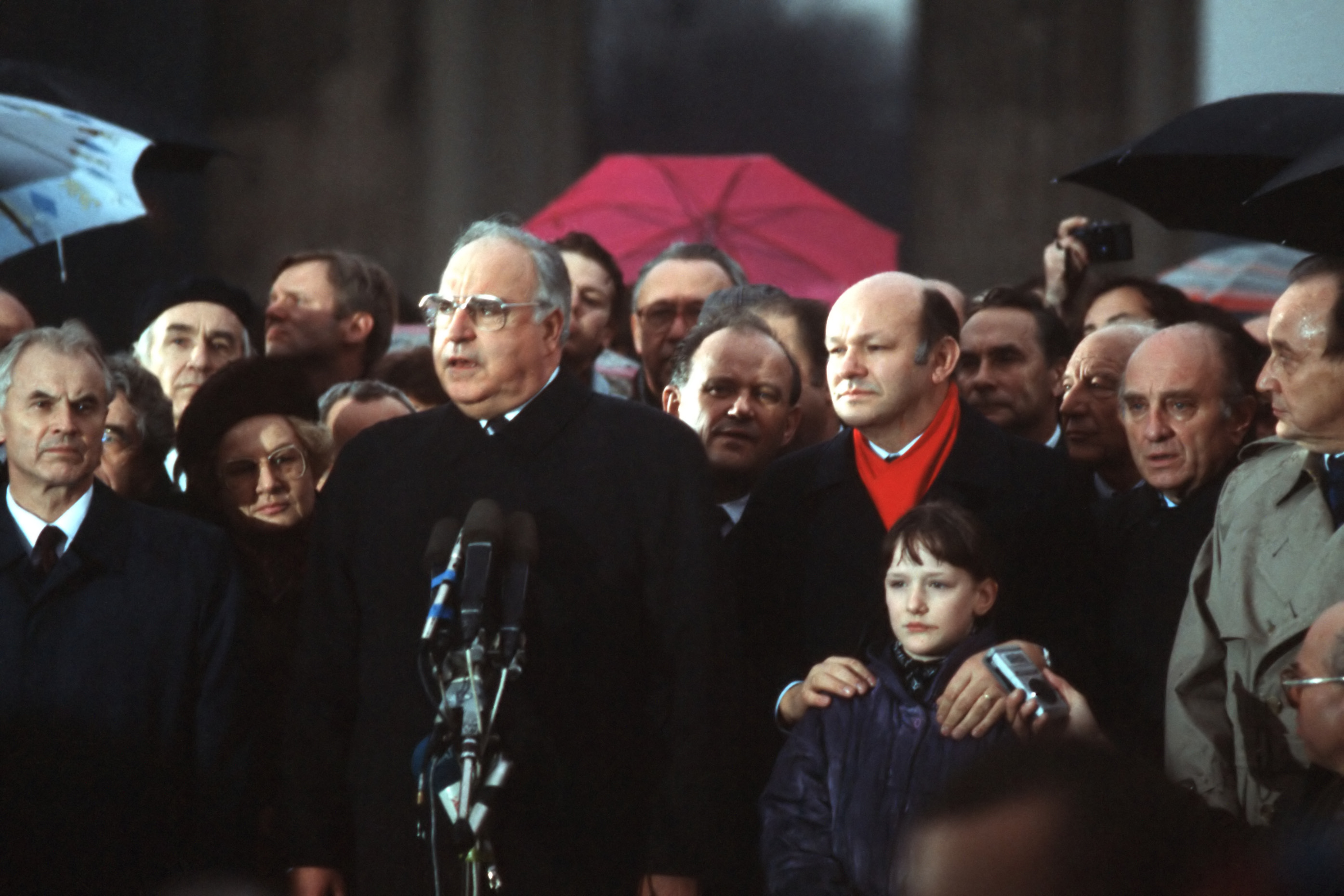
Der Vorsitzende des DDR-Ministerrates Hans Modrow, Bundeskanzler Helmut Kohl und Walter Momper während der Öffnung des Brandenburger Tores am 22. Dezember 1989

Mit der Maueröffnung am 9. November 1989 fielen ein letztes Mal wie unter Ernst Reuter während der Berlin-Blockade oder unter Willy Brandt beim Bau der Mauer Lokal- und Weltpolitik zusammen, war der Regierende Bürgermeister gleichzeitig Außenpolitiker, bevor Berlin ein normales Bundesland wurde. Am Tag nach der Maueröffnung konnte sich das Parlament auf keine gemeinsame Resolution einigen, weil die AL strikt auf der deutschen Zweistaatlichkeit beharrte und der Begriff Wiedervereinigung keinesfalls im Text vorkommen sollte, da diese ein „reaktionäres Projekt“ sei. Als Momper, Diepgen und der Parlamentspräsident Jürgen Wohlrabe zusammen mit den Bonner Ehrengästen Helmut Kohl, Hans-Dietrich Genscher und Willy Brandt auf den Balkon des Rathauses Schöneberg traten, gingen die Rede des Bundeskanzlers und der dissonante Gesang des Deutschlandliedes in einem Pfeifkonzert der versammelten Masse unter.
Die Maueröffnung machte Walter Momper deutschland-, ja weltweit als den ständig im Fernsehen präsenten „Mann mit dem roten Schal“ bekannt und erhöhte seine Popularität beträchtlich. Er wurde als möglicher künftiger SPD-Vorsitzender und Kanzlerkandidat gehandelt. Bestätigte Momper unmittelbar nach dem Fall der Mauer noch die Zweistaatlichkeit, so schwenkte er angesichts der Erfahrungen vor Ort und der sich überschlagenden Ereignisse schnell auf einen Wiedervereinigungskurs ein. Damit geriet er in Widerspruch zur Bundespartei, denn der Kanzlerkandidat Oskar Lafontaine lehnte die rasche Vereinigung der beiden deutschen Staaten ab. Da Lafontaine die SPD mit dieser Haltung zunehmend ins Abseits manövrierte, wurde im Mai 1990 in den Medien sogar ein Wechsel des Spitzenkandidaten im laufenden Wahlkampf von Lafontaine zu Momper diskutiert.

### Gemeinsame Arbeit mit dem Ost-Berliner Magistrat

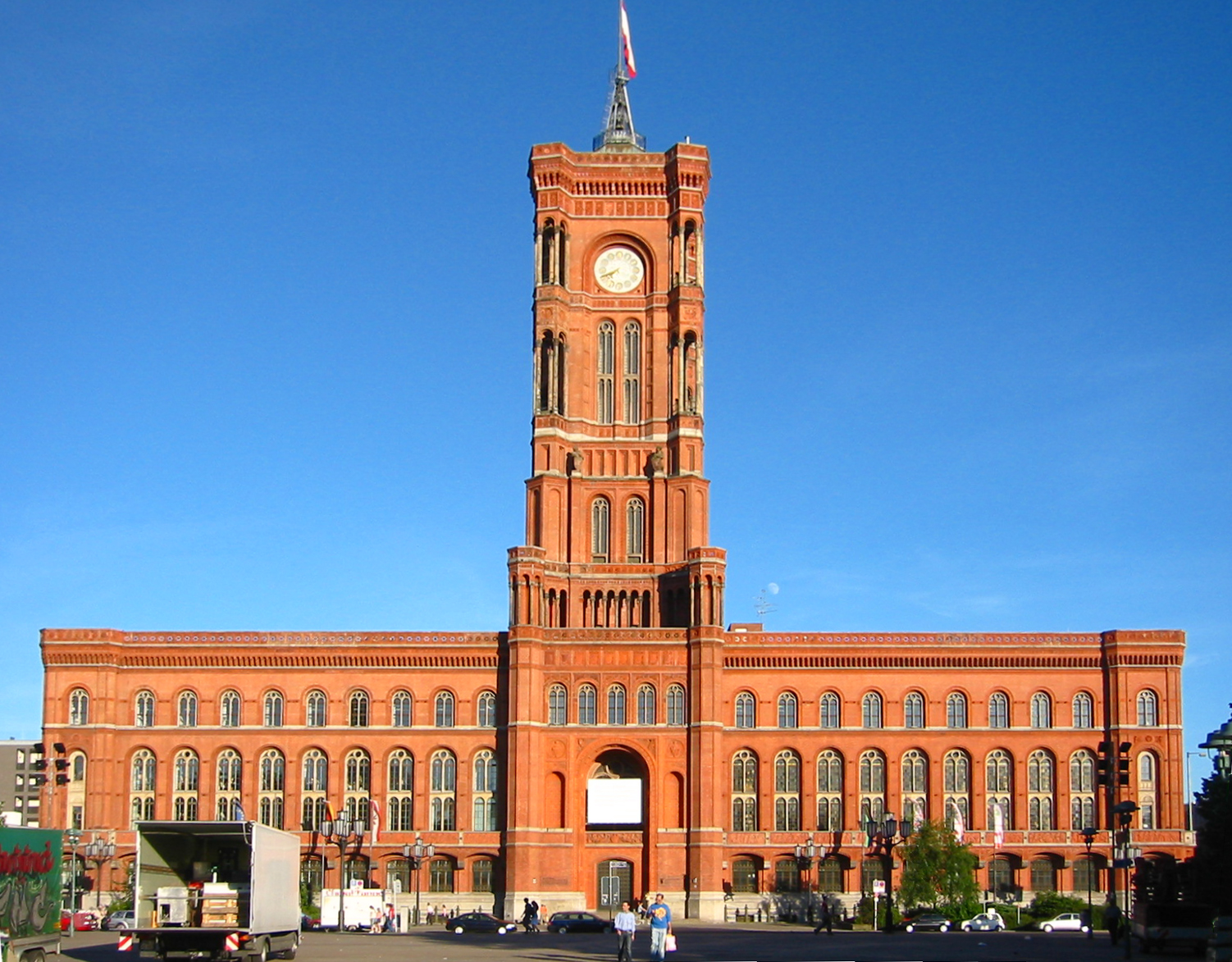
Das Rote Rathaus, Sitz des Ost-Berliner Magistrats

Schnell konfrontierte die veränderte Situation Berlin mit völlig neuen Problemen, etwa dem stark erhöhten Verkehrsaufkommen. Allein am Wochenende nach der Maueröffnung strömten etwa zwei Millionen Menschen nach West-Berlin, S- und U-Bahn quollen über, Bahnhöfe mussten gesperrt werden. Die Einrichtung zahlreicher neuer Grenzübergänge belastete die Verkehrswege zusätzlich. Zur Bewältigung dieser Probleme wurde ein gemeinsamer Regionalausschuss eingerichtet, der West- und Ost-Berlin koordinieren sollte. Noch aber schien eine deutsche Wiedervereinigung und damit die Vereinigung Berlins in weiter Ferne zu liegen. So peilte Diepgen sie für 1995 an. Doch die Entwicklung beschleunigte sich zusehends vor allem durch den Drang zu einer raschen Währungsunion und den ungebremsten Strom von Übersiedlern in den Westen.
Die erste freie Kommunalwahl vom 6. Mai 1990 brachte der SPD in Ost-Berlin 34,0 Prozent der Stimmen, der CDU dagegen nur 17,7. Aufgrund des starken Ergebnisses der als nicht koalitionsfähig geltenden SED-Nachfolgepartei PDS (30,0 Prozent) kam es dort zu einer großen Koalition, dem Magistrat Schwierzina. Wie schon bei der ersten freien Volkskammerwahl am 18. März 1990 mit dem überraschend deutlichen Sieg der CDU und später bei der Bundestagswahl am 2. Dezember 1990 spielte die Bürgerbewegung keine große Rolle mehr, das Bündnis 90 erhielt 9,9 Prozent der Stimmen, die Grüne Liste 2,7 Prozent. Das Modell eines von der Bürgerbewegung favorisierten Dritten Wegs zwischen Kapitalismus und Sozialismus in einer fortbestehenden DDR fand erkennbar keinen Anklang unter den Wählern.

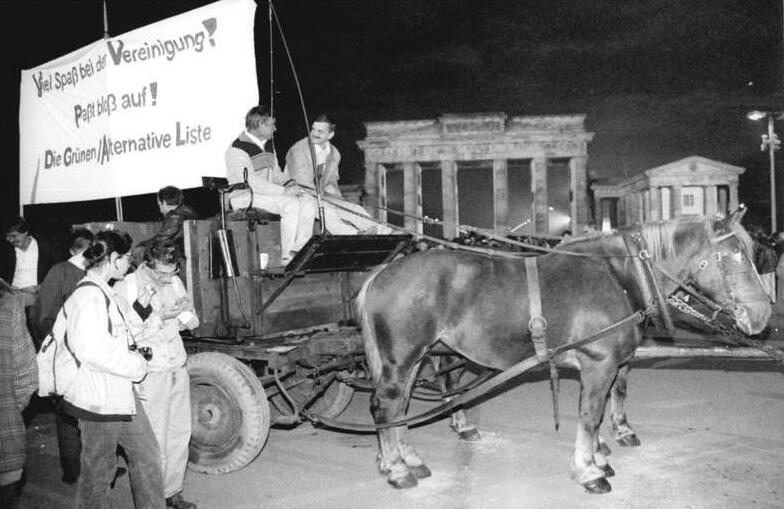
Demonstration der AL zur Wiedervereinigung vor dem Brandenburger Tor: Viel Spaß bei der Vereinigung! Paßt bloß auf!

Am 12. Juni 1990 fand unter der Leitung von Walter Momper und Tino Schwierzina die erste gemeinsame Sitzung von Senat und Magistrat („Magi-Senat“) im Roten Rathaus statt. Danach fanden die Sitzungen abwechselnd im Roten Rathaus und im West-Berliner Rathaus Schöneberg, zuletzt wegen der besseren technischen Bedingungen nur noch dort statt. Die beiden präsidierenden Bürgermeister sowie die je 13 Senatoren und Stadträte standen sich gleichberechtigt gegenüber. Senats- und Magistratsvorlagen wurden vor der Beschlussfassung von dem zuständigen Senator und dem Stadtrat gemeinsam eingereicht. Die nachgeordnete Verwaltung musste vereinheitlicht und die seit 1948 unterschiedlichen Entwicklungen einander angepasst werden. So wurde im Magistrat in Anlehnung an die bereits bestehende Senatskanzlei eine Magistratskanzlei errichtet. Aufeinander abgestimmte Strukturen sollten die endgültige Vereinigung auch der Stadtverwaltung befördern. Gemäß dem Einigungsvertrag zwischen der DDR und der Bundesrepublik regierten Senat und Magistrat unter Tino Schwierzina (SPD) vom Tag der Wiedervereinigung am 3. Oktober 1990 bis zur Wahl einer gemeinsamen Stadtregierung auch offiziell als Doppelregierung. Angesichts der rasanten Entwicklung nach dem Fall der Mauer und der Vereinigung Berlins zu einer Stadt wurde für den Tag der Bundestagswahl, den 2. Dezember 1990, die Neuwahl des Abgeordnetenhauses angesetzt.
Problematisch wurde es für den Senat, als bereits Anfang 1990 sowohl Finanzminister Theo Waigel als auch die finanzpolitische Sprecherin der SPD im Bundestag, Ingrid Matthäus-Maier, die Berlinförderung, die die Hälfte des West-Berliner Etats ausmachte, einschließlich der Berlinzulage in Frage stellten, da mit der Mauer auch deren Grundlage weggefallen sei. Obwohl Helmut Kohl nach Aussagen Walter Mompers zusagte, die Berlinförderung nicht anzutasten, beschloss das Bundeskabinett Anfang 1991, diese bis 1994 schrittweise abzubauen.

## Das Ende der Koalition

### Zuspitzung der Koalitionskrise

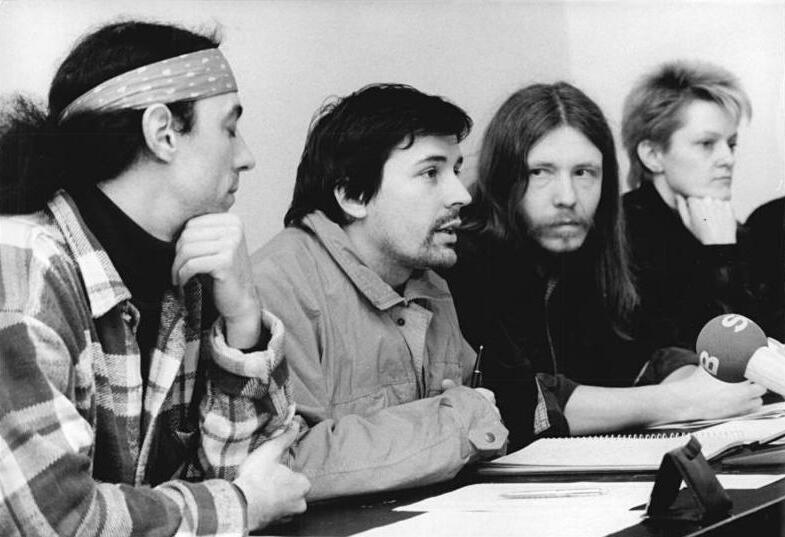
Renate Künast (ganz rechts, 17. Januar 1990)

Die neuen, durch den Fall der Mauer auftretenden Probleme verstärkten die Krise des rot-grünen Bündnisses erheblich. Berlin hatte über Nacht die Rolle eines „urbanen Biotops“ verloren und war von der äußersten Peripherie in den Mittelpunkt der deutschen Politik und der unterschiedlichsten Interessen gerückt.
Die Grundlagen des reformorientierten „Konfliktbündnisses“ zwischen SPD und AL hatten sich radikal geändert, die bisherige Politik war nicht bruchlos fortsetzbar, so dass die Zahl der Kritiker an der Koalition inner- wie außerhalb der Parteien stetig wuchs. Walter Momper selbst war, wie er später bekannte, insgeheim der Überzeugung, dass die Koalition mit der AL zu instabil für die anstehenden Aufgaben sei, sah in einer großen Koalition aber keine Alternative. Entscheidungen wurden zunehmend in einem kleinen Personenkreis um Walter Momper getroffen. Vor allem die Deutschland- und Vereinigungspolitik zog die Senatskanzlei an sich und schloss die AL, die allerdings auch wenig Interesse an diesem Politikfeld zeigte, nahezu aus. Dieser Führungsstil wurde auch innerhalb der SPD kritisiert.
Als die Alternative Liste sich gegen den Verkauf eines großen Areals am Potsdamer Platz an Daimler-Benz aussprach, war dies einer der seltenen Fälle, in denen sie breite Zustimmung in der Presse, unter Stadtplanern und in Teilen der SPD erhielt. Walter Momper und Bausenator Wolfgang Nagel hatten die bereits vor dem Fall der Mauer begonnenen Verhandlungen fortgeführt, ohne auf die inzwischen geänderte Situation einzugehen, einen niedrigen Verkaufspreis vereinbart und weder ihre Fraktion noch den Koalitionspartner angemessen informiert. Deshalb verweigerte Stadtentwicklungssenatorin Schreyer die nötige Gegenzeichnung und setzte einen städtebaulichen Wettbewerb zur Gestaltung des Areals durch. Als die Unterzeichnung des Kaufvertrags im Abgeordnetenhaus anstand, verabschiedete die SPD ihn mit den Stimmen der CDU und gegen die AL, obwohl der Koalitionsvertrag den Fraktionen ausdrücklich untersagte, mit wechselnden Mehrheiten abzustimmen. Ebenfalls im Sommer 1990 kämpfte Michaele Schreyer gegen die Baugenehmigung eines atomaren Versuchsreaktors des Hahn-Meitner-Instituts. Zu einer Entscheidung in dieser Streitfrage, die zu einer erneuten Zerreißprobe für die Koalition wurde, kam es nicht mehr.
Erfolge hatte die AL zu verbuchen, indem sie ein Verbandsklagerecht im Naturschutz, die Umweltverträglichkeitsprüfung bei öffentlichen Vorhaben, ein Energiespargesetz, Integrationsklassen behinderter und nichtbehinderter Kinder, die Einsetzung einer Leitstelle für gleichgeschlechtliche Lebensweisen sowie ein Landes-Anti-Diskriminierungsgesetz einführte. Alle Prüfaufträge der Koalitionsvereinbarung waren jedoch gegen die Vorstellungen der AL entschieden worden. Im März 1990 trat die Fraktionsvorsitzende der AL, Heidi Bischoff-Pflanz, aus Enttäuschung über die sich häufenden Misserfolge innerhalb des Regierungsbündnisses zurück. Zur Nachfolgerin wurde Renate Künast gewählt, deren enge Zusammenarbeit mit dem SPD-Fraktionschef Ditmar Staffelt die Koalition wesentlich am Leben hielt. Im Juni 1990 stand der Bruch der Koalition auf der Tagesordnung der Mitgliedervollversammlung der AL, doch eine Zweidrittelmehrheit entschied sich für eine bedingungslose Fortführung. Eine Welle von Parteiaustritten und innerparteilichen Distanzierungen von der Koalition erreichte im Herbst 1990 ihren Höhepunkt, als im September unter anderem Harald Wolf, Birgit Arkenstette und Astrid Geese und im November weitere Aktive um Heidi Bischoff-Pflanz die Partei verließen.

### Ausstieg der AL aus der Koalition

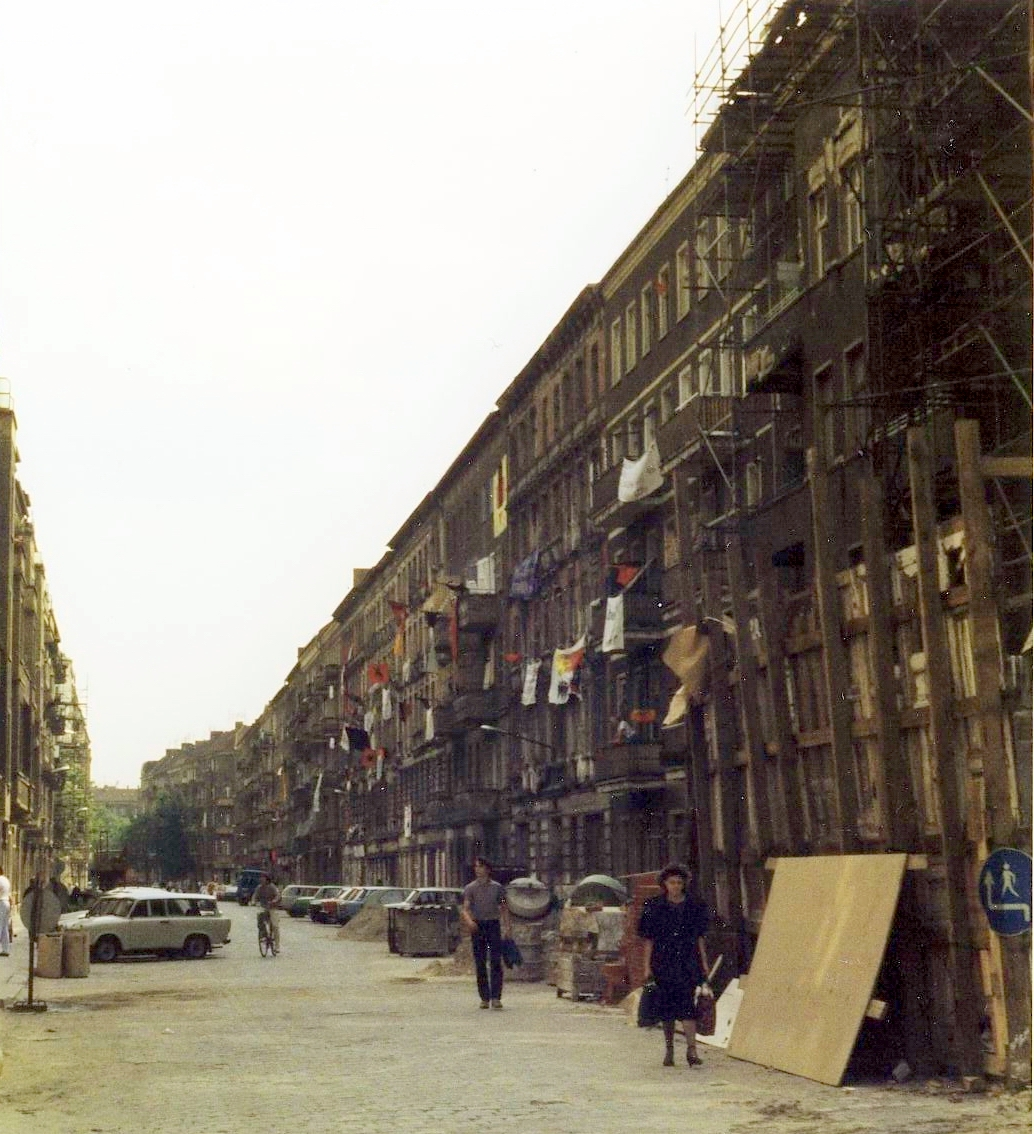
Besetzte Häuser in der Mainzer Straße 1990

Am 14. November 1990 ließ Innensenator Erich Pätzold (SPD) mit einem der massivsten Polizeieinsätze Berlins in der Nachkriegszeit 13 seit April 1990 besetzte Häuser in der Mainzer Straße in Friedrichshain räumen. Dabei kam es zu heftigen Straßenschlachten. Pätzold hatte die AL über die Räumung weder vorab informiert noch ihr während der Aktion gestattet, vermittelnd einzugreifen.
Bereits am 15. November, gut zwei Wochen vor der bereits terminierten Neuwahl, kündigte die AL deshalb die Koalition auf. Die drei Senatorinnen traten am 19. November zurück, obwohl sie nicht mit der Fraktion und dem Vorstand der AL übereinstimmten. Geschäftsführend übernahm Heide Pfarr das Senatsamt für Schulwesen, Berufsbildung und Sport von Sybille Volkholz, Norbert Meisner das Senatsamt für Stadtentwicklung und Umweltschutz von Michaele Schreyer sowie Ingrid Stahmer das Senatsamt für Frauen, Jugend und Familie von Anne Klein. Ein von der Fraktion und dem geschäftsführenden Ausschuss der AL geplanter Misstrauensantrag gegen Momper wurde auf Druck der Parteibasis nicht eingebracht.
Der Bruch der Koalition kam plötzlich und für viele Beobachter unvermittelt, bildete aber nur den Endpunkt der zunehmend konfliktreichen Regierungszusammenarbeit. Harald Wolf bezeichnete es rückblickend als Problem für die AL, dass es nicht einen einzelnen, besonders gravierenden Streitpunkt zwischen den Regierungsparteien gab, wie die Atompolitik in Hessen, sondern zahlreiche kleinere Auseinandersetzungen, so dass der Ausstieg aus der Regierung der Öffentlichkeit weniger überzeugend vermittelbar war. Die Entscheidung zum Bruch der Koalition wurde durch das Wissen erleichtert, dass ohnehin zwei Wochen später Neuwahlen stattfinden würden. Das Abgeordnetenhaus hatte seine Arbeit für diese Legislaturperiode bereits eingestellt. Die Beendigung der Zusammenarbeit hatte erkennbar auch taktische Gründe: Die Alternative Liste empfahl sich mit dem Bruch ihren unzufriedenen Stammwählern, aus dem gleichen Grund, in diesem Fall der Rücksicht auf bürgerliche Wählerkreise, kam er der SPD zupass.

### Wahl zum Abgeordnetenhaus am 2. Dezember 1990
|      | Zweit- stimmen | West- Berlin | Ost- Berlin | Mandate |
| ---- | -------------- | ------------ | ----------- | ------- |
| CDU  | 40,4           | 49,0         | 25,0        | 101     |
| SPD  | 30,4           | 29,5         | 32,1        | 76      |
| PDS  | 9,2            | 1,1          | 23,6        | 23      |
| FDP  | 7,1            | 7,9          | 5,6         | 18      |
| AL   | 5,0            | 6,9          | 1,7         | 12      |
| B’90 | 4,4            | 1,3          | 9,8         | 11      |
| REP  | 3,1            | 3,7          | 1,9         | –       |

Mit der Wahl zum Abgeordnetenhaus am 2. Dezember 1990 fanden erstmals seit 1946 wieder demokratische Wahlen in ganz Berlin statt. Als Besonderheit wurde sie am selben Tag wie die Bundestagswahl durchgeführt, an der auch die West-Berliner Bevölkerung zum ersten Mal teilnehmen konnte. Gemäß dem Viermächteabkommen hatte bis dahin lediglich das Abgeordnetenhaus nicht stimmberechtigte sogenannte Berliner Abgeordnete in den Bundestag delegieren können. Das Interesse an der Wahl zum Abgeordnetenhaus war in Berlin höher als das an der Bundestagswahl, weil diese als entschieden galt, während bei der Abgeordnetenhauswahl ein knappes Ergebnis erwartet wurde. Die AL hatte trotz des Ausstiegs aus der Koalition eine erneute Zusammenarbeit mit der SPD nach der Wahl nicht ausgeschlossen.
Wie schon das Ergebnis von 1989 war auch der klare Ausgang der Wahl von 1990 eine große Überraschung. Sowohl die SPD als auch die AL erlitten deutliche Niederlagen. Im Westteil Berlins, also im Vergleich zu 1989, büßten die beiden Parteien 7,8 beziehungsweise 4,9 Prozentpunkte ein, hier kam die CDU auf 49 Prozent gegenüber 29,5 Prozent für die SPD. Berlinweit kam die SPD auf 30,4 Prozent, die CDU erhielt 40,4 Prozent, obwohl sie im Osten klar hinter der SPD blieb. Die Alternative Liste und eine Listenvereinigung Bündnis 90/Grüne/UFV, ein Wahlbündnis aus Ost-Grünen, Bündnis 90 und dem Unabhängigen Frauenverband, traten noch getrennt zur Wahl an und erhielten insgesamt 9,2 Prozent der Stimmen. Nach der Wahl bildeten sie eine gemeinsame Fraktion, 1993 folgte die Fusion. Mit der PDS, die 9,2 Prozent der Stimmen erhielt, bekamen AL und SPD Konkurrenz im linken Lager. Allerdings spielte die SED-Nachfolgepartei bei dieser Wahl noch keine große Rolle in West-Berlin, hier erhielt sie lediglich 1,1 Prozent gegenüber 23,6 Prozent im Ostteil der Stadt. Einige ehemalige linke AL-Mitglieder wie Dirk Schneider, Harald Wolf oder Klaus Croissant kandidierten für die PDS. Schneider und Wolf zogen über die Landesliste in das Abgeordnetenhaus ein. Die FDP kehrte mit 7,1 Prozent ins Abgeordnetenhaus zurück. Die Republikaner scheiterten mit 3,1 Prozent erwartungsgemäß an der Fünf-Prozent-Hürde.

### Große Koalition und weitere Entwicklung

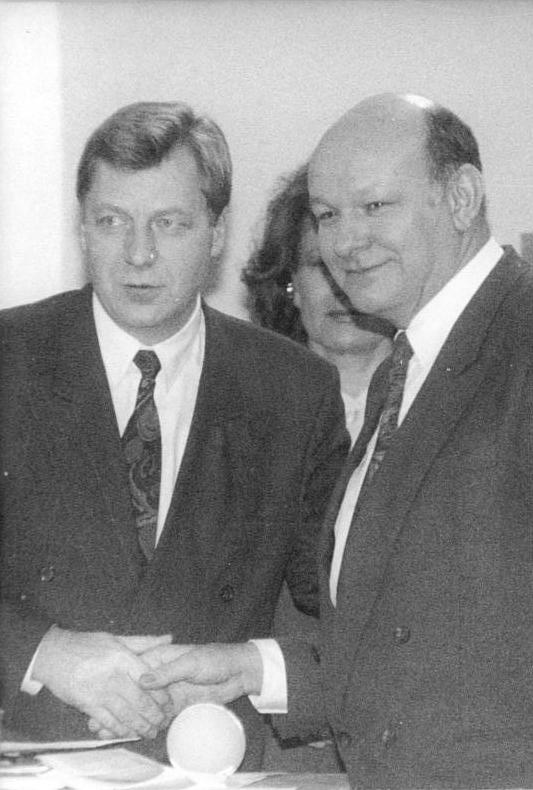
Walter Momper gratuliert Eberhard Diepgen nach der Wahl zum Abgeordnetenhaus am 2. Dezember 1990.

Da Schwarz-Gelb keine Mehrheit erzielte, kam es zu einer großen Koalition unter Eberhard Diepgen (Senat Diepgen III). Vor Diepgen war es mit Max Brauer in Hamburg und Hinrich Wilhelm Kopf in Niedersachsen nur in den 1950er Jahren zwei Ministerpräsidenten gelungen, nach Abwahlen wieder in das Amt des Regierungschefs zurückzukehren. Momper, der Rot-Grün verbittert zum „Auslaufmodell“ erklärte, gehörte dem neuen Senat nicht an, blieb aber zunächst Landesparteichef.
Mit dem Senat Momper war auch die zweite rot-grüne Koalition nach der in Hessen vorzeitig zerbrochen. Allerdings existierte zu diesem Zeitpunkt seit dem 21. Juni 1990 in Niedersachsen ein Bündnis aus SPD und Grünen (Kabinett Schröder I) und seit dem 1. November 1990 in Brandenburg eine Ampelkoalition unter Beteiligung des Bündnis 90 (Kabinett Stolpe I). Da 1989/90 etwa 850 neue, in der Regel realpolitisch orientierte Mitglieder in die AL eintraten, während knapp 700 meist linke Parteimitglieder austraten, relativierte sich das Profil der Partei als ausgeprägt linker Landesverband. Diese Entwicklung, die in der nächsten Legislaturperiode durch die Fusion mit dem Ostberliner Bündnis 90 noch verstärkt wurde, und die Erfahrung in Regierung und Verwaltung förderten eine Strukturreform, die nach 1990 die basisdemokratischen Elemente der AL zurückdrängte. Erst elf Jahre nach dem ersten rot-grünen Experiment kam es wieder zu einer kurzfristigen Regierungszusammenarbeit zwischen der SPD und der inzwischen „Bündnis 90/Die Grünen“ heißenden AL in Berlin. Klaus Wowereit bildete nach dem Bruch der großen Koalition unter Eberhard Diepgen eine rot-grüne Minderheitsregierung (Senat Wowereit I), die von der PDS geduldet wurde. Dieser rot-grüne Senat hatte nur bis zum 17. Januar 2002 Bestand und wurde nach der Wahl zum Abgeordnetenhaus vom 21. Oktober 2001 durch einen rot-roten Senat unter Wowereit abgelöst (Senat Wowereit II).